# 卡内汉
卡内汉（西班牙語：Caneján，西班牙語發音：[kaneˈxan]）是西班牙加泰罗尼亚莱里达省的一个市镇。 总面积49平方公里，总人口110人（2001年），人口密度2人/平方公里。